# Biedni rodzice
Biedni rodzice (tyt.oryg. Prindёr tё vegjёl) – albański film fabularny z roku 1991 w reżyserii Jani Tane, na motywach powieści Adeliny Balashi.

## Fabuła
Młoda dziewczyna Entela przeżywa dramat, kiedy dowiaduje się, że jej ojciec-artysta zdradza matkę z inną kobietą. Przygnębiona i zamyślona staje się ofiarą wypadku drogowego. Akcja filmu rozgrywa się w 1990, kiedy po długiej przerwie na ulicach Albanii pojawiły się samochody prywatne, a duża liczba wypadków była efektem pojawienia się nieznanych wcześniej zagrożeń w ruchu ulicznym.

## Obsada
- Bujar Asqeriu jako malarz Ilir
- Marieta Ljarja jako matka
- Entela Dhami jako Entela
- Briseida Alla jako Zana
- Mimika Luca jako babka
- Zija Grapshi jako dziadek
- Tonin Ujka